# Himotussaari
Himotussaari är en ö i Finland. Den ligger i sjön Iso-Vietonen och i kommunen Övertorneå i den ekonomiska regionen  Tornedalens ekonomiska region  och landskapet Lappland, i den norra delen av landet, 700 km norr om huvudstaden Helsingfors. Öns area är 34,2 hektar och dess största längd är 1 kilometer i sydväst-nordöstlig riktning.